# Шестьдесят беглецов
Шестьдесят беглецов — советский фильм Свердловской киностудии, снятый в 1991 году. Режиссёр —  Барас Халзанов.

## Сюжет
Фильм основан на реальных событиях: в 1880-х годах тувинские араты (крестьяне) подняли восстание против своих угнетателей, нойонов - богачей. Восстание жестоко подавляется. Многие вынуждены склонить колени перед грубой силой власти. Но шестьдесят человек не сдались...

## Актеры
- Борис Ооржак
- Александр Ондар
- Эзир-Оол Монгуш
- Марат Даржан
- Александр Салчак
- Ляна Ондур
- Тагаланов, Кан-оол Тагаланович

## Съемочная группа
- Барас Халзанов — режиссёр
- Сергей Зорин, Барас Халзанов, Рамиль Ямалеев — сценаристы
- Рудольф Мещерягин — оператор
- Александр Луначарский — композитор